# خارج السيطرة
خارج السيطرة هو مسلسل تلفزيوني درامي مكسيكي من تأليف كارلوس كوينتانيلا ساكار وأدريانا بيلوسي وميغيل غارسيا مورينو،   عرضه لأول مرة على نتفليكس في 22 مايو 2020. 

## القصة
خلال اجتماع في المدرسة الوطنية، كشف أحد المخترقين سرًا كبيرًا لأحد الطلاب. مما سبب الذعر والإهانة لطالب متحول جنسيا. يواصل المخترق الكشف عن أسرار الطلاب مما يتسبب في انقلاب العديد من الطلاب على بعضهم البعض. تحاول صوفيا هيريرا، وهي مراهقة منطوية، الكشف عن هوية هذا الهاكر قبل نشر المزيد من الأسرار التي تحملها.

## روابط خارجية
- خارج السيطرة على موقع IMDb (الإنجليزية)
- خارج السيطرة على موقع نتفليكس (الإنجليزية)
- خارج السيطرة على موقع كينوبويسك (الروسية)
- خارج السيطرة على موقع ألو سيني (الفرنسية)
- خارج السيطرة على موقع قاعدة بيانات الفيلم (الإنجليزية)